# Boesenbergia burttiana
Boesenbergia burttiana är en enhjärtbladig växtart som beskrevs av Rosemary Margaret Smith. Boesenbergia burttiana ingår i släktet Boesenbergia och familjen Zingiberaceae. Inga underarter finns listade i Catalogue of Life.